# Günther Boyer
Günther Boyer (auch Günter Boyer; * 29. Oktober 1927 in Buxtehude; † 8. April 2012 ebenda) war ein deutscher Politiker (CDU).

## Leben
Der Zollbeamte Boyer trat 1958 in die CDU ein und war von 1963 bis 1994 Abgeordneter der Bezirksversammlung Harburg, von 1976 bis 1994 als CDU-Fraktionsvorsitzender. Zudem war er vom 6. April 1968, als er für Walter Drews nachrückte, bis 1974 Mitglied der Hamburgischen Bürgerschaft (Sechste und Siebte Wahlperiode), von 1961 bis 1994 Mitglied
des Kreisvorstandes – davon 14 Jahre als Vorsitzender des Kreisverbandes Harburg – und 15 Jahre Mitglied im Landesvorstand der CDU. Er war 1988 Mitbegründer der Senioren-Union Harburg und deren langjähriger Vorsitzender. 1996 beendete Boyer seine politische Karriere.

## Auszeichnungen und Ehrungen
- 2007 Konrad-Adenauer-Medaille der CDU